# 로코모션 제1호

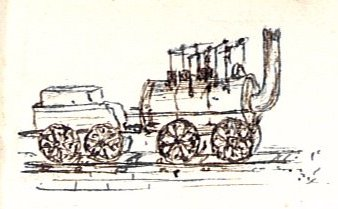
1892년에 스케치한 로코모션 제1호

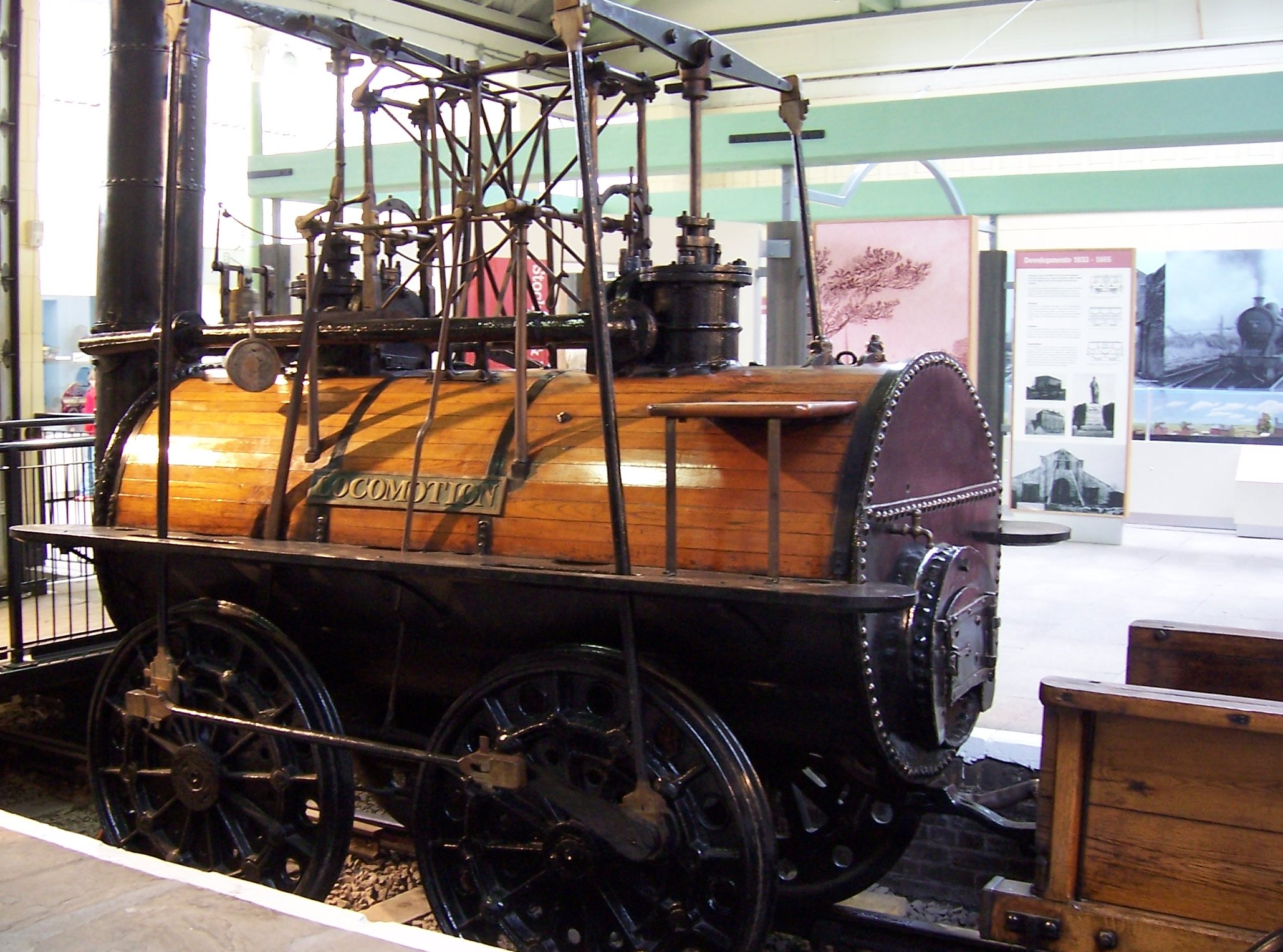

로코모션 제1호(Locomotion No.1)는 영국의 조지 스티븐슨이 1825년에 제작하여 최초로 실용화된 증기 기관차이다, 스툭턴과 달링턴 사이의 철도에서 90톤의 석탄열차를 끌고 시속18km로 달리는 기록을 냈다. 로코모션 제1호는 처음에는 엑티브호라고 불렀고, 1869년까지 운행했다. 현재는 철도 발상지인 달링턴에 보관되어 있다.